# شایا لباف
شایا سعید لِباف (به انگلیسی: Shia Saide LaBeouf) (‎i‎/ˈʃaɪ.ə ləˈbʌf/‎ (زاده ۱۱ ژوئن ۱۹۸۶) هنرپیشه، هنرمند اجرا و کارگردان اهل آمریکا است.

## اتهامات جنسی
در دسامبر ۲۰۲۰، لباف توسط دوست دختر سابق خود اف‌کی‌ای توئیگز، به اتهام آزار جنسی، تعرض و تحمیل آسیب عاطفی مورد شکایت قرار گرفت. لباف در پاسخ خود اظهار داشت که «سال‌ها» نسبت به خود و اطرافیانش «سوء رفتار» داشته و «شرمسار کسانی است که از او صدمه دیده‌اند»؛ او بعداً این اتهامات را رد کرد. رسیدگی به این شکایت قرار است در اکتبر ۲۰۲۴ ادامه یابد.
پس از این شکایت، نتفلیکس او را از کمپین جوایز فیلم تکه‌های یک زن، کنار گذاشت. او متعاقباً از بازیگری فاصله گرفت و درمان خود را آغاز کرد. او طی مصاحبه‌ای در اوت ۲۰۲۲، گفت که «آن زن را آزار داده است» و افزود: «من انسانی لذت‌جو، خودخواه، خودمحور، بی‌صداقت، بی‌ملاحظه و ترسناک بودم.»

## فیلم‌شناسی
فهرست برخی از فیلم‌هایی که شایا لباف در آن‌ها به ایفای نقش پرداخته‌است:
| نام فیلم                           | سال       | نقش                 |
| ---------------------------------- | --------- | ------------------- |
| پرونده‌های ایکس                     | ۱۹۹۹      |                     |
| بخش فوریت‌های پزشکی (ای‌آر)          | ۲۰۰۰      |                     |
| اتاق کابوس                         | ۲۰۰۱      |                     |
| فرشتگان چارلی: زدن به سیم آخر      | ۲۰۰۳      | مکث پترونی          |
| حفره‌ها                             | ۲۰۰۳      |                     |
| نبرد شیکر هایتس                    | ۲۰۰۳      |                     |
| من، ربات                           | ۲۰۰۴      | فاربر               |
| بهترین بازی دنیا                   | ۲۰۰۵      | فرانسیس             |
| نائوشیکا از دره باد                | ۲۰۰۵      | صداپیشه اسبل        |
| کنستانتین                          | ۲۰۰۵      | چس کرمر             |
| بابی                               | ۲۰۰۶      |                     |
| راهنمایی برای تشخیص قدیسان تو      | ۲۰۰۶      |                     |
| آشفته                              | ۲۰۰۷      | کیل برچ             |
| موج‌سواری                           | ۲۰۰۷      | صداپیشه کودی ماوریک |
| تبدیل‌شوندگان                       | ۲۰۰۷      | سم ویت‌ویکی          |
| پخش زنده شنبه شب                   | ۲۰۰۸–۲۰۰۷ |                     |
| ایندیانا جونز و قلمرو جمجمه بلورین | ۲۰۰۸      | هنری جونز III       |
| چشم عقاب                           | ۲۰۰۸      | جری شو              |
| تبدیل‌شوندگان: انتقام فالن          | ۲۰۰۹      | سم ویت‌ویکی          |
| نیویورک، دوستت دارم                | ۲۰۰۹      | جیکوب               |
| وال استریت: پول هرگز نمی‌خوابد      | ۲۰۱۰      | جیک مور             |
| تبدیل‌شوندگان: نیمه تاریک ماه       | ۲۰۱۱      | سم ویت‌ویکی          |
| بی قانون                           | ۲۰۱۲      | جک بوندورانت        |
| شراکتی که نگاه می‌داری              | ۲۰۱۲      |                     |
| چارلی کانتمن                       | ۲۰۱۳      | چارلی کانتری‌من      |
| نیمفومانیاک                        | ۲۰۱۳      | جروم                |
| خشم                                | ۲۰۱۴      | بوید سوان           |
| عزیز آمریکایی                      | ۲۰۱۶      | جیک                 |
| بوری در مقابل مک‌انرو               | ۲۰۱۷      | جان مک‌انرو          |
| شاهین کره بادام زمینی              | ۲۰۱۹      |                     |

وی در سال ۲۰۱۹ در فیلم شاهین کره بادام زمینی حضور داشت بازی وی مورد تحسین منتقدان قرار گرفت